# Celleporaria vagans
Celleporaria vagans är en mossdjursart som först beskrevs av Busk 1881.  Celleporaria vagans ingår i släktet Celleporaria och familjen Lepraliellidae.
Artens utbredningsområde är Mexikanska golfen. Inga underarter finns listade i Catalogue of Life.